# Mutter und Söhne
Mutter und Söhne ist eine Filmkomödie von Claus Peter Witt. Die im Auftrag des Norddeutschen Rundfunks gedrehte Produktion der Polyphon Film- und Fernsehgesellschaft wurde im Mai 1992 erstgesendet. Eine Wiederholung gab es am 20. Juni 2010 aus Anlass des Todes von Heidi Kabel.

## Inhalt
Christine Kröger, verwitwete Inhaberin eines Textilbetriebes, feiert ihren 70. Geburtstag. Da sie plant, die Unternehmensleitung in jüngere Hände zu geben, hat sie ihre drei Söhne, die in verschiedenen deutschen Städten eine Filiale leiten, und deren Familien übers Wochenende nach Hamburg eingeladen, um eine Entscheidung zu treffen. Natürlich versuchen die Brüder, sich von ihrer besten Seite zu zeigen, haben allerdings keine reine Weste. So hat Hans-Dieter eine Affäre mit der Chefeinkäuferin Susanne, es gelingt ihm aber, dieses Verhältnis seinem älteren Bruder Hans-Christian anzuhängen. Dessen Frau Karin wiederum ist Kleptomanin, was das Verschwinden vieler Gegenstände im Haus erklärt. Christine selber sind die zahlreichen Liebschaften ihres jüngsten, noch unverheirateten Sohnes Hans-Peter ein Dorn im Auge.
Durch ein Gespräch mit ihrer Chefeinkäuferin erfährt Christine, dass nicht Hans-Christian, sondern Hans-Dieter Susannes Liebhaber ist. Als Karin dies mit Genugtuung ihrer ständig stichelnden Schwägerin Monika unter die Nase reibt, erfährt die ohnehin schon gereizte Stimmung ihren Höhepunkt. Um eine Lektion klüger, beschließt Christine, die Geschäfte vorerst weiterzuführen und an ihrem nächsten Geburtstag einen neuen Versuch zu starten.   

## Kritik
TV Spielfilm vergab zwei Punkte für Humor, einen für Spannung und zog das Fazit: „Leichte Kost mit der „Ohnsorg“-Mutter.“